# Exército Angolano
O Exército Angolano é o componente terrestre e o maior ramo das Forças Armadas Angolanas (FAA).

## História
O componente terrestre de operações militares em Angola descende principalmente de dois exércitos distintos — do Exército Português estacionado em Angola e das unidades guerrilheiras da EPLA/FAPLA —, que inclusive lutaram entre si, mas que foram unificados em 1975/1976.

### Formação da força colonial
O primeiro dos exércitos foi formado no bojo da reconquista de Angola e São Tomé, basicamente pela necessidade de pessoal para fazer número aos enormes contingentes militares do reino do Dongo-Matamba, do reino do Congo e do reino de Cassange. Enquanto que Portugal sempre contava com tropas irregulares de reinos fantoches em suas operações, neste conflito viu-se a necessidade de um contingente fixo mínimo de nativos e mestiços (assimilados), que foi divido entre cipaios (grupo majoritário, que no século XIX formou a base da Polícia Cívica) e praças, assentados inicialmente basicamente em Benguela, Luanda, Massangano e Caconda. O componente permaneceu em tamanho reduzido até a Conferência de Berlim, quando Portugal partiu para as Campanhas de Pacificação e Ocupação, distribuíndo tropas por todo o território angolano, crescendo enormemente em número durante a Guerra de Independência de Angola.

### Formação do exército eminentemente angolano
O segundo exército consistia inicialmente em forças de guerrilha do "Exército Popular de Libertação de Angola" (EPLA), fundado em 1961/1962 como braço armado do Movimento Popular de Libertação de Angola (MPLA), tendo como primeiro comandante da tropa Manuel dos Santos Lima, ele inclusive um assimilado desertor do Exército Português em Angola. Os primeiros quadros oficiais do EPLA receberam treinamento no Marrocos e na Argélia. Em janeiro de 1963, numa das suas primeiras operações como EPLA, um posto militar do Exército Português foi atacado em Cabinda.
Durante meados da década de 1960 e início da década de 1970, o EPLA operou com muito sucesso contra o Exército Português no leste de Angola, mantendo guerrilheiros a partir de bases na Zâmbia (mais de 5 mil soldados) e no Congo-Brazavile (800 soldados). A partir de 1972, no entanto, a eficácia do EPLA diminuiu após várias vitórias portuguesas, além de disputas com o Exército de Libertação Nacional de Angola (ELNA) — ligado à Frente Nacional de Libertação de Angola (FNLA) — e as Forças Armadas de Libertação de Angola (FALA) — ligadas à União Nacional para a Independência Total de Angola (UNITA).

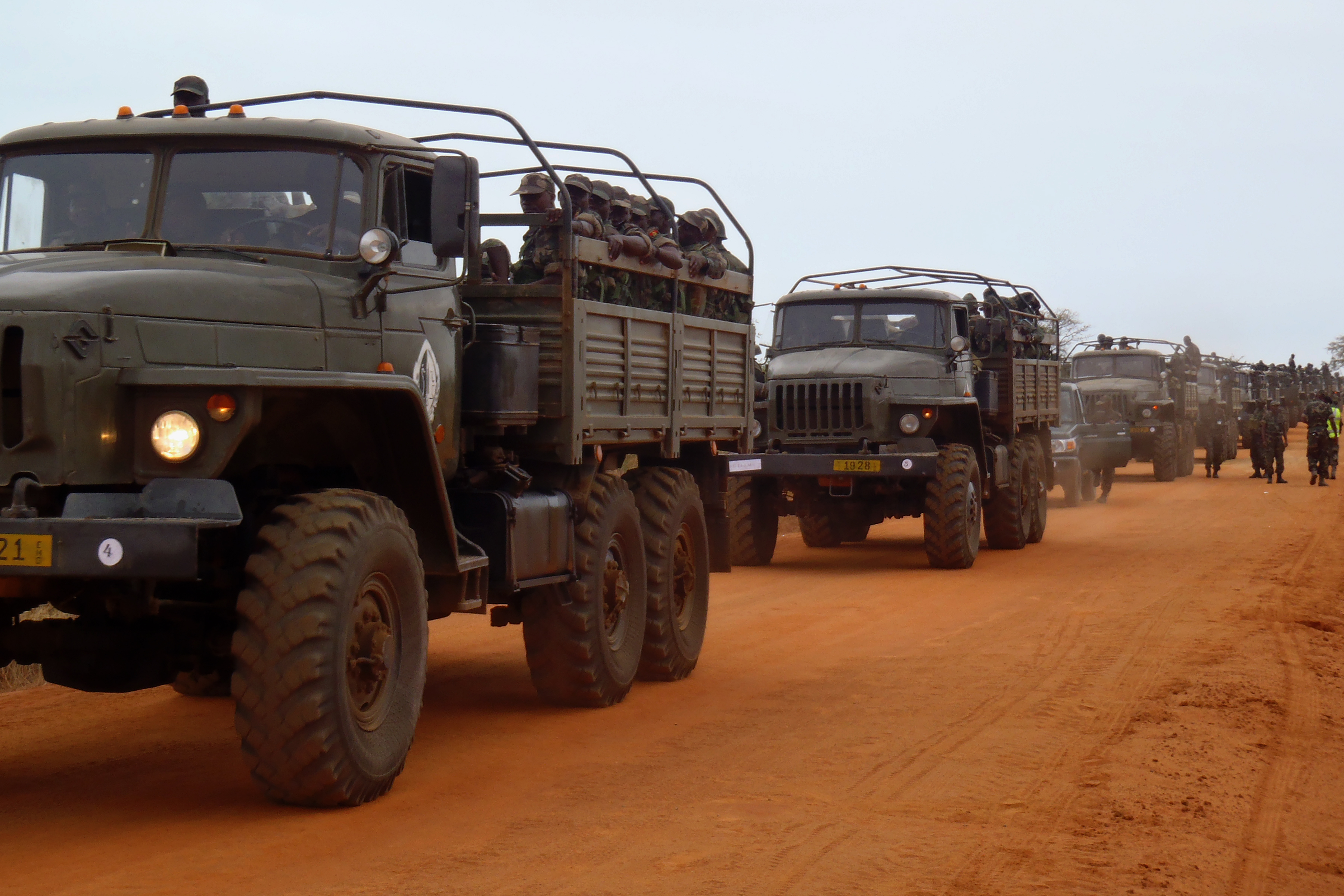
Fila de caminhões Ural-4320 com soldados do Exército Angolano durante o exercício militar "Cuanza 2010" promovido pela União Africana em Angola em junho de 2010

A 1 de Agosto de 1974, poucos meses depois da revolução dos Cravos e da abertura das conversações acerca da independência a Angola, o MPLA anunciou a formação das Forças Armadas Populares de Libertação de Angola (FAPLA), que substituiu o EPLA. Em julho do ano seguinte, as FAPLA já tinham evoluído de uma força de combate de guerrilha levemente armada para um exército nacional capaz de operações de campo sustentadas, no entanto ainda resumidas a menos de 10 mil soldados regulares. Em 1976, a partir do absorvição de todos os quadros de assimilados do Exercito Português que haviam permanecido em Angola, as FAPLA chegam a 95.000 mil membros, finalmente subdividindo-se em exército, marinha e força aérea.
Em 1990, o Exército tinha dez regiões militares e um número estimado de 73 brigadas, cada uma com uma força média de 1.000 soldados e compreendendo unidades de combate, de tanques, de VBTP, de artilharia e de defesa antiaérea. A maioria das regiões era comandada por tenentes-coronéis, com majores como vice-comandantes, mas algumas regiões eram comandadas por majores. Cada região consistia de uma a quatro províncias, com uma ou mais brigadas de infantaria atribuídas para cada uma região. As brigadas eram geralmente subdivididas em batalhões ou unidades menores para proteger terrenos estratégicos, centros urbanos, assentamentos e infraestrutura crítica, como pontes e fábricas. Agentes de contra-inteligência foram designados em todas as unidades de campo para impedir a infiltração da UNITA. As diversas regiões de combate do exército ainda dispunham de brigadas motorizadas com blindagem orgânica ou anexada, artilharia leve e unidades de defesa antiaérea. Havia também quatro brigadas de artilharia antiaérea, dez batalhões de tanques e seis batalhões de artilharia. Essas forças concentravam-se mais fortemente em locais de importância estratégica e de conflito recorrente, como as zonas produtoras de petróleo, a área em torno da capital, e as províncias do sul onde operavam as forças da UNITA e da África do Sul.
Na altura da passagem de Angola para um regime multipartidário as FAPLA foram transformadas em Forças Armadas Angolanas (FAA). O Exército Angolano aglutinou a maioria das tropas restantes do ELNA e alguns elementos das FALA (o restante das FALA só foi integrado em 2002), enquanto que números menores foram para os outros ramos das FAA.

## Organização
O Exército Angolano de Angola está dividido em cinco regiões militares:
- Região Militar Cabinda: corresponde a província de Cabinda;
- Região Militar Norte: corresponde as províncias do Uíge, Zaire, Cuanza Norte, Bengo, Luanda e Malanje;
- Região Militar Centro: corresponde as províncias do Huambo, Bié, Benguela e Cuanza Sul;
- Região Militar Sul: corresponde as províncias da Huíla, Namibe, Cunene e Cuando-Cubango;
- Região Militar Leste: corresponde as províncias do Moxico, Lunda Sul e Lunda Norte;

A hieraquia de comando inclui o Regimento de Defesa Aérea e Antiaérea, o Regimento de Artilharia de Combate e o Presídio Militar. Possuía cinco divisões de infantaria e uma brigada de tanques.

## Equipamentos
A frota de tanques incluía cerca de 300 T-54/55 soviéticos, de 200 T-62 soviéticos, de 22 T-72 russos e de 50 PT-76 soviéticos leves.
Em serviço havia cerca de 300 BRDM-2, aproximadamente 250 BMP-1 e BMP-2, e até 400 veículos blindados — 48 Casspir sul-africanos, 11 BTR-80 soviéticos, cerca de 250 BTR-60PB antigos, 31 MT-LB, até 50 OT-62 e 9 OT-64.
A artilharia incluía 28 canhões autopropulsados, sendo 12 2S1 Gvozdika (122 mm), 4 2S3 Akatsiya (152 mm) e 12 2S7 Pion (203 mm); aproximadamente 450 canhões rebocados, sendo 273 D-30 (122 mm), até 170 M -46 (130 mm) e 4 D-20 (152 mm); mais de 700 morteiros, sendo cerca de 250 de 82 mm e 500 de 120 mm, e; mais de 100 LMF, sendo cerca de 50 soviéticos BM-21 Grad e 58 checos RM-70 de 122 mm.
Existia aproximadamente 500 antigos ATGM soviéticos "Malyutka" (incluindo 10 automotores no BRDM-2) e até 40 canhões antitanque automotores SU-100 da Segunda Guerra Mundial.
Como parte da defesa aérea militar, existiam até 7 divisões do sistema de defesa aérea Kvadrat e até 80 sistemas de defesa aérea de curto alcance, sendo 29 sistemas de defesa aérea 9K31 Strela-1, até 25 9K33 Osa, até 25 9K35 Strela-10. Além disso havia mais de 1 mil MANPADS, sendo até 1000 9K32 Strela-2, até 300 9K34 Strela-3 e 150 9K38 Igla, e; 90 artilharias antiaéreas autopropulsadas, sendo até 40 ZSU-57-2 (57 mm) e até 49 ZSU-23-4 (23 mm).